# Macropygia unchall
Macropygia unchall е вид птица от семейство Гълъбови (Columbidae).

## Разпространение
Видът е разпространен в Бангладеш, Бутан, Виетнам, Индия, Индонезия, Камбоджа, Китай, Лаос, Малайзия, Мианмар, Непал и Тайланд.